# Mnesiclesiella
Mnesiclesiella is een geslacht van rechtvleugeligen uit de familie Chorotypidae. De wetenschappelijke naam van dit geslacht is voor het eerst geldig gepubliceerd in 1974 door Descamps.

## Soorten
Het geslacht Mnesiclesiella omvat de volgende soorten:
- Mnesiclesiella crassipes Karsch, 1889
- Mnesiclesiella horni Bolívar, 1931
- Mnesiclesiella novaeguineae Bolívar, 1914